# Jean-Baptiste Tribout
Jean-Baptiste Tribout (* 14. prosince 1961 Paříž) je bývalý francouzský reprezentant ve sportovním lezení, vicemistr Francie v lezení na obtížnost. V devadesátých letech patřil mezi světovou lezeckou špičku, získal stříbrnou medaili na mezinárodních závodech Sportroccia a dvě bronzové medaile v celkovém hodnocení světového poháru v letech 1992 a 1994.

## Výkony a ocenění
V roce 1995 vydal Heinz Zak knihu Rock Stars, kde je mezi nejlepšími skalními lezci světa mezi sedmnácti francouzskými lezci.
- 1992: nominace na prestižní mezinárodní závody Rock Master v italském Arcu

### Závodní výsledky
| Sportroccia | Sportroccia |
| Rok         | 1988        |
| ----------- | ----------- |
| Obtížnost   | 2           |

| Arco Rock Master | Arco Rock Master |
| Rok              | 1992             |
| ---------------- | ---------------- |
| Obtížnost        | 9                |

| Světový pohár       | Světový pohár | Světový pohár    | Světový pohár        | Světový pohár                | Světový pohár | Světový pohár | Světový pohár |
| Rok                 | 1989          | 1991             | 1992                 | 1993                         | 1994          | 1995          | 1996          |
| ------------------- | ------------- | ---------------- | -------------------- | ---------------------------- | ------------- | ------------- | ------------- |
| Obtížnost           | 4             | 4                | 3                    | 16                           | 3             | 6             | 19-21         |
| jednotlivě* (x/x/x) | ,             | ,6,10,, · -5,7,, | ,11-13,9, · ,9,23-25 | 9,16-18,-,14-17, 14,18,19-20 | 8,6-7,,8      | 8,10-12,7,4   | 7-10,-,-      |

* Poznámka: nalevo jsou poslední závody v roce